# Ватару Хага
Ватару Хага (на японски: 芳賀 亘, на английски: Wat Hagar, Wataru Haga) е японски вокален изпълнител, от 2018 г. водещ вокалист на група „Кончерто Мун“.
Ватару Хага е познат със сценичното си име Ват Хагар. Видео албума на „Кончерто“ от 2019 г. Road to Ouroboros 〜Live Compilation 2019 Spring〜 подписва с името Ваташи Хага.
Ватару Хага е роден на 17 юни 1985 г. в Сето сити, префектура Айчи, Япония. Успоредно с изявите си с „Кончерто Мун“, от 2014 г. изпълнява вокалните партии на група Valthus и е техен фронтмен.

## Дискография

### С Concerto Moon
- 2019: Ouroboros
- 2019: Road to Ouroboros 〜Live Compilation 2019 Spring〜 (видео)
- 2020: Rain Fire
- 2021: Waiting for You (EP)

### С Valthus
- 2015: Remains of Memory (EP)
- 2016: Cremated Dreams (сингъл)
- 2017: Verdict for the Chronicle